# نئوروکینین بی
نئوروکینین بی (به انگلیسی: Neurokinin B) با فرمول شیمیایی C55H79N13O14S2 یک ترکیب شیمیایی با شناسه پاب‌کم 55583 است. که جرم مولی آن ۱۲۱۰٫۴۳ گرم بر مول می‌باشد. 